# 民法改正〜日本は一夫多妻制になった〜
『民法改正〜日本は一夫多妻制になった〜』（みんぽうかいせい にほんはいっぷたさいせいになった）は、原作：あかほりさとる、作画：竹内桜による日本の漫画。『ヤングアニマル』（白泉社）にて、2015年No.13から2018年No.2まで連載された。

## ストーリー
民法が改正され、男性が妻を3人まで娶ることができるようになった一夫多妻制の日本。ごく普通のサラリーマン・浅尾正平は、オホーツク海にて航空事故に遭うも的確な人命救助をきっかけとして国民英雄賞を受賞し、一夫多妻の権利を得る。エッセイスト・牧村みちると婚約済みだった正平は権利を行使する気がなかったが、自分を慕う富豪の娘・糸矢純やホステスの女性・笹野香苗との出会いと交流を経て、みちる・純・香苗を娶ることを決意する。
みちるたちは、当初こそ各自の思惑から仲が悪かったものの、正平の人柄から徐々に家族としての仲を深めていくと共に、それぞれの結婚資金などの問題を解決して結婚する。やがて、みちるたちとの子作りも含めて将来に金銭的な不安を覚えた正平が、それぞれの長所を活かしたカフェの経営に乗り出し、仕事を止めてみちるたちによる協力のもとでどうにか開店に漕ぎ着けたところで、物語は幕を下ろす。

## 作中の基本設定
改正民法732条
男は3人の女まで結婚できる。ただし複数人と結婚する場合、下記のいずれかの規定に該当しなければならない。婚姻関係にある夫と妻は互いに助け合わなくてならない。夫は複数の妻子をもつ場合それらに対して平等に責任を負わねばならない。
1. 夫の収入が経済状況に応じ相当以上ある場合。
2. スポーツ・学問・芸術の分野で著しく成果を上げた場合。
3. 国家が認めた褒賞を受けた場合。

国民英雄賞
政府の承認により、表彰させる。受賞者には300万円と記念のメダルと一夫多妻の権利が与えられる。

## 登場人物
浅尾正平（あさお しょうへい）
主人公。普通の温厚なサラリーマンとして生活していたが、オホーツク海の航空事故での救援活動を認められて一夫多妻の権利を獲得し、本来の婚約者を含む3人の女性に見初められ、婚約する。職場では有能で、特に逆境のなかでは機転のよさと度胸の強さを見せる。子供のころ、ネコに陰茎を咬まれたことが原因で、ネコアレルギーになっている。趣味はオンラインゲーム。
当初は突然得た一夫多妻の権利にとまどい、みちるたち妻3人に優柔不断な態度を取るが、彼女たちの覚悟を知って全員を幸せにしようと決意する。以降は3人以外の女性には目もくれず、有栖の薬を用いた誘惑にも打ち勝つ。
精力は強いほうで、3人の取り決めで日々1人ずつを愛せる。また、有栖に媚薬を盛られた際にはその影響もあって3人を続けて求め、失神させるほどの絶倫ぶりを発揮している。
牧村みちる（まきむら みちる）
正平の大学時代からの恋人で、本来の婚約者。コメンテーターやインタビュアーとしても活躍する人気エッセイストだが、私生活はだらしなく、家事も非常に苦手。当初は一夫多妻に反対するが、正平への好意とほかの妻たちへの対抗心が勝り、意地で一夫多妻を受け入れる。
実家は徳川の家来の旗本。
糸矢純（いとや じゅん）
正平の2人目の妻で、馬牧場を経営する富豪の娘。3人のなかでは最年少。礼儀正しく淑やかで、高い家事能力と手先の器用さをもつ。オホーツク海の事故で祖父とともに救助されたことをきっかけに正平に惚れ、一夫多妻に際して2番目でもいいから嫁入りしたいと強く希望する。家業の影響から競馬にも詳しい。早く正平との子供を産みたいという思いから性的欲求が強く、時には大胆な誘惑に出るほか、露骨な精力回復料理を振る舞おうとする。
笹野香苗（ささの かなえ）
正平の3人目の妻で、クラブで働くホステス。弟の朝陽が入院し、住んでいたアパートを追われるなど経済的に困窮していたところ、正平に誘われて浅尾一家に迎え入れられる。当初は住居を確保するという打算から正平に近付くが、彼の人柄に惹かれて本心から妻になりたいと思うようになり、一夫多妻を受け入れる。
笹野朝陽（ささの あさひ）
香苗の異母弟で、小学2年生（2巻7頁）→小学4年生（2巻136頁）。香苗と正平が出会うころに体調を崩して入院し、退院した後は香苗とともに浅尾一家に迎えられる。姉思いの優しい少年で、正平たちともすぐに打ち解ける。終盤で臨床治療を受けられ、完治する。
弓方光流（ゆみかた みつる）
正平とみちるの大学時代からの友人で、病院の跡取り息子。一夫多妻の権利保持者で、正平に先駆けて女性3人と結婚しているが、間を取り持つことは不得手であることから、嫁同士の仲は悪い。
純の祖父
オーナーブリーダーであり、グループ全体の売上は120億円を超える。オホーツク海で純と自分を救助した正平を気に入り、純と結婚させようと画策する。
八巻教授
内閣の財政諸門会議の委員。「国民英雄賞」や「民放改正」などを具申した。法律の狙いは、事実婚を正式な婚約として夫が死んだときの相続税を徴収するためである。自身も一夫多妻の権利を保持しているが、妻は1人のみ。
みちるの祖父
みちるを溺愛しており、彼女を正室、ほかの2人を側室として扱うことを正平に望む。
みちるの母
みちるの伴侶が務まるのが正平以外にいないと思っていることから、一夫多妻を認める。
みちるの父
牧村家の婿養子。農業を営みながら地域の世話役をしている。
宮本有栖→真柴有栖（みやもと ありす→ましば ありす）
法務省のエリート官僚女性。正平の手続きを行いに来た。結婚は平等というスタンスのもとで自分と釣り合うエリート男性と結婚したが、正平の「妻に一方的に尽くし、それが幸せと感じる」という言葉に惹かれ、彼の妻になろうと奮起して離婚する。最初は正平を籠絡しようと媚薬を盛るなど画策するも失敗し、一度引き下がるも今度は議員に立候補すると、732条で認められる妻の人数制限を緩和することにより、正式に正平の4人目の妻になることを志す。

## 書誌情報
- 原作：あかほりさとる・作画：竹内桜 『民法改正〜日本は一夫多妻制になった〜』 白泉社〈ヤングアニマルコミックス〉、全6巻
  1. 2016年2月29日発売[1]、ISBN 978-4-592-14101-3
  2. 2016年7月29日発売[2]、ISBN 978-4-592-14102-0
  3. 2017年1月27日発売[3]、ISBN 978-4-592-14103-7
  4. 2017年5月29日発売[4]、ISBN 978-4-592-14104-4
  5. 2017年11月29日発売[5]、ISBN 978-4-592-14105-1
  6. 2018年4月27日発売[6]、ISBN 978-4-592-16246-9